# Luneburgo SK Hansa
El Luneburgo SK Hansa (en alemán y oficialmente: Lüneburger Sport-Klub Hansa von 2008 e.V.) es un equipo de fútbol de Alemania que juega en la Niedersachsenliga, una de las ligas que integran el quinto nivel de fútbol en el país.

## Historia
Fue fundado el 1 de marzo del año 2008 en la ciudad de Lüneburg, en la Baja Sajonia al norte de Alemania debido a la fusión de los equipos Lüneburger SK y Lüneburger SV. El Lüneburger SK fue un equipo de la Oberliga que estuvo con problemas financieros después de que descendiera de la Regionalliga Nord en el 2001, lo que originó un problema de insolvencia en el año 2002.
Para resolver los problemas del club, su presidente Manfred Harder buscó aliarse con algún socio; y después de 3 meses de negociaciones, en el 2008 junto con el comité de la ciudad decidieron crear al nuevo club en marzo fusionando ambos equipos locales. Su primer nombre fue FC Hansa Lüneburger se debe a que el club sería el reflejo del viejo equipo que representó a la ciudad en la desaparecida Liga Hanseática, aunque hubo críticas sobre el nombre, sobre todo por ser parecido al de FC Hansa Rostock. El nombre fue elegido mediante votación en febrero, con la aprobación del 59% de los votos. El 1 de julio del 2011 cambiaron su nombre por el actual.
En la temporada 2008/09 jugaron en lugar del Lüneburger SK en la Niedersachsenliga y participaron en la Copa de Alemania en esa temporada, perdiendo en la primera ronda ante el VfB Stuttgart 0-5. En la liga quedaron en 4º lugar.